# Best Of (LaFee-Album)
Best Of ist ein Kompilationsalbum der deutschen Pop-Sängerin LaFee. Es wurde am 27. November 2009 von Capitol Records und EMI im deutschsprachigen Raum veröffentlicht. Das Album erschien in zwei verschiedenen Versionen: als Tag-Edition und als Nacht-Edition. Die Tag-Edition enthält alle bis dato als Single veröffentlichten Lieder sowie das Cover Du liebst mich nicht von Sabrina Setlur. Die Nacht-Edition beinhaltet zwei englischsprachige Lieder des Albums Shut Up und bis dahin nur auf verschiedenen Singles veröffentlichte Lieder. Dies sind Krank und Alles ist neu. Zudem sind Live-Versionen der Lieder Prinzesschen und Für dich und weitere Remixe der Lieder Beweg dein Arsch und Wer bin ich? zu hören.

## Titellisten

### Die Tag-Edition
Die Tag-Edition enthält die gleiche Titelliste, wie die erste CD der Nacht-Edition.
| Nr. | Titel Album                                                            | Dauer |
| --- | ---------------------------------------------------------------------- | ----- |
| 1   | Virus (Single-Version) LaFee                                           | 3:46  |
| 2   | Scheiss Liebe (Album-Version) Ring frei                                | 3:43  |
| 3   | Was ist das? (Single-Version) LaFee                                    | 3:22  |
| 4   | Prinzesschen (Single-Version) LaFee                                    | 3:47  |
| 5   | Mitternacht (Album-Version) LaFee                                      | 4:46  |
| 6   | Heul doch (Single-Version) Jetzt erst recht                            | 3:36  |
| 7   | Wer bin ich? (Single-Version) Jetzt erst recht                         | 4:17  |
| 8   | Ring frei (Single-Version) Ring frei                                   | 3:31  |
| 9   | Der Regen fällt (2009) (Single-Version) Best Of                        | 3:36  |
| 10  | Wo bist du? (Mama) (Album-Version) LaFee                               | 4:41  |
| 11  | Normalerweise (Album-Version) Ring frei                                | 3:54  |
| 12  | Du liebst mich nicht (Album-Version) Best Of; Original: Sabrina Setlur | 4:41  |
| 13  | Beweg dein Arsch (Single-Version) Jetzt erst recht                     | 2:41  |
| 14  | Sterben für dich (Akustik-Version) LaFee (Bravo Edition)               | 2:58  |

### Die Nacht-Edition
| Nr. | Titel Album                             | Dauer |
| --- | --------------------------------------- | ----- |
| 1   | Es tut weh (Bonustrack) Best Of         | 4:02  |
| 2   | Weg von dir (Orchester-Version) Best Of | 3:53  |
| 3   | Krank (Bonustrack) Best Of              | 2:10  |
| 4   | Alles ist neu (Bonustrack) Best Of      | 3:47  |
| 5   | Mitternacht (Live @ Echo) Best Of       | 3:48  |
| 6   | Shut Up (Single-Version) Shut Up        | 4:04  |
| 7   | Beweg dein Arsch (Club-Mix) Best Of     | 2:49  |
| 8   | Für dich (Live-Version) Best Of         | 3:48  |
| 9   | Prinzesschen (Live-Version) Best Of     | 4:25  |
| 10  | Lass mich frei (Piano-Version) Best Of  | 2:54  |
| 11  | Scabies (Album-Version) Shut Up         | 3:57  |
| 12  | Wer bin ich? (Klassik-Version) Best Of  | 4:28  |
| 13  | Warum? (Album-Version) LaFee            | 3:35  |
| 14  | Danke (2009) (Album-Version) Ring frei  | 4:22  |

## Single
Eine geänderte Version des 2007 auf dem zweiten Album Jetzt erst recht veröffentlichten Songs Der Regen fällt wurde als Single am 20. November 2009, also eine Woche vor dem Release des Albums, veröffentlicht. Als B-Seite ist zudem noch eine Akustik-Goodbye-Version zu hören. Die Single erreichte Platz 94 der Charts und stieg am 4. Dezember 2009 in die deutschen Singlecharts ein. Der Titel blieb dort eine Woche. Das Lied war der letzte veröffentlichte Tonträger, bei dem Bob Arnz als Produzent wirkte. Als Co-Produzent wirkte Gerd Zimmermann mit. Das Lied wurde zu Beginn um ein paar Instrumentalszenen geschnitten. Auch zwischen dem ersten Refrain und dem Beginn der zweiten Strophe wurden einige Sekunden entfernt. Zudem wurde der Song „schneller“ gemischt. Das Stück wurde von vier Minuten und 34 Sekunden auf drei Minuten und 54 Sekunden verkürzt.
Das Musikvideo zum Song ist ein Zusammenschnitt aller Videos der Sängerin. Zudem sind Konzertausschnitte, verschiedene Fernsehauftritte, wie zum Beispiel von The Dome und dem Bambi, zu sehen. Viele Fanplakate und Studioszenen wurden in den Clip eingebaut. Einige Szenen stammen aus ihrem auf DVD veröffentlichten Konzert Secret Live. Am Ende des Videos wischt sich LaFee ihr aufklebbares LF-Tattoo aus dem Gesicht, was darstellen soll, dass sie sich weiter entwickelt und die frühere Zeit hinter sich lässt.
Ursprünglich sollte eine Cover-Version des Liedes Schrei nach Liebe der Berliner Rock-Band Die Ärzte exklusiv auf dem Album enthalten und als erste Single ausgekoppelt werden. Jedoch scheiterte dieser Plan an einer Intervention der Ärzte.